# Llac d'Abaya
El llac d'Abaya (amhàric: አባያ ሐይቅ, Abaya hayq) o llac Gravin és un llac africà localitzat al sud d'Etiòpia, a la regió de les Nacions, Nacionalitats i Pobles del Sud. Va ser anomenat també Abbey o llac Margarita per l'explorador italià Vittorio Bottego, el primer europeu que va visitar aquest llac, en homenatge a l'esposa del rei d'Itàlia, Humbert I.
El llac Abaya es troba a la Gran Vall del Rift, a l'est de la muntanya Guge. S'alimenta en la costa nord pel riu Bilate que flueix al llarg del flanc sud de la muntanya Gurage. La ciutat d'Arba Minch està en la riba sud-oest del llac, que en la seva part sud, s'uneix al Parc nacional Nechisar i al llac Chamo, en el qual es desborda alguns anys. Entre tots dos llacs hi ha un petit istme de 3–8 km d'ample.
El llac té diverses illes, la principal d'elles és Aruro. El llac és de color vermell a causa dels alts nivells de sediments.

## Notes

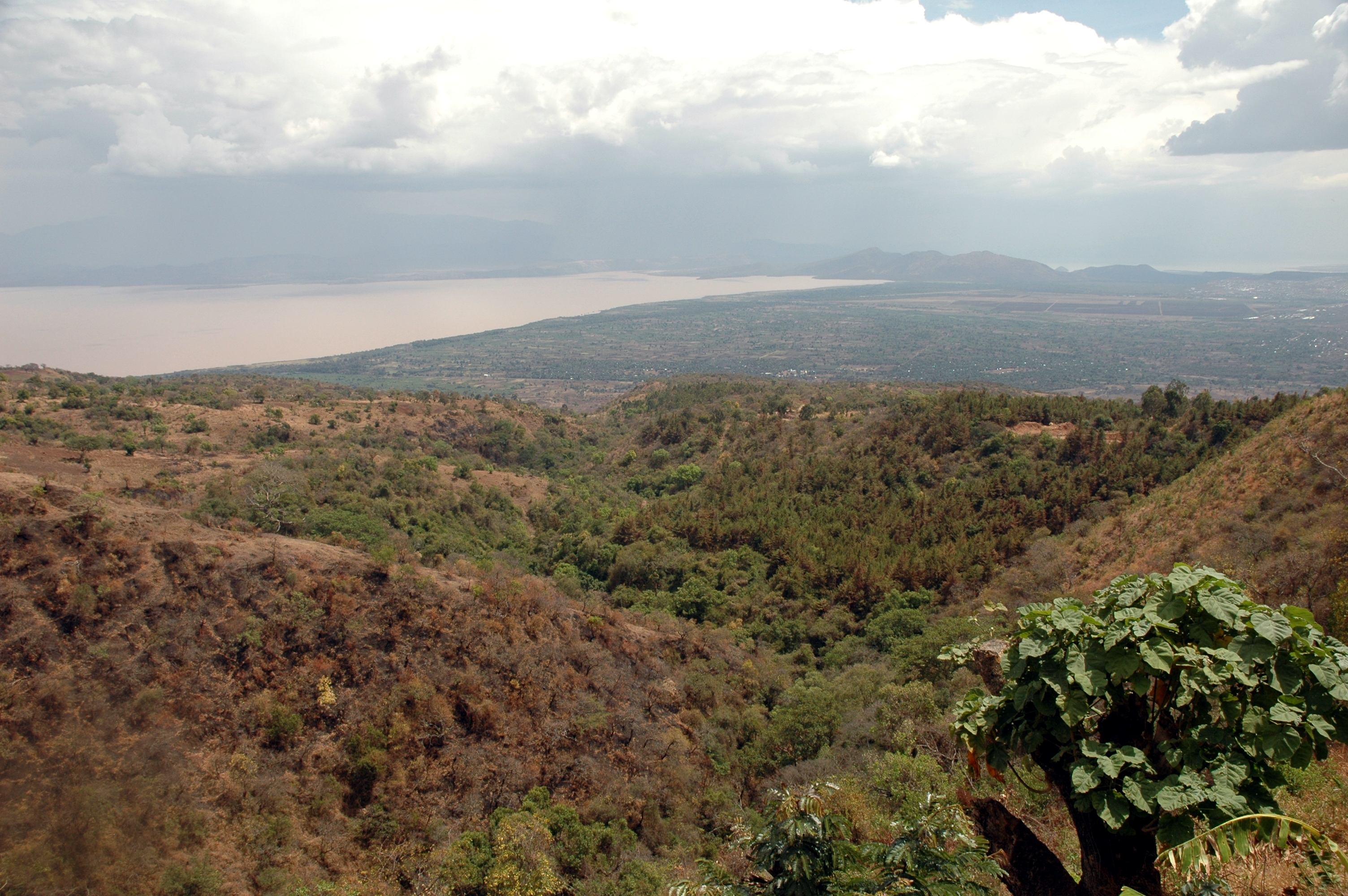
El llac Abaya vist des del poble de Dorze. En l'extrem dret es veu Arba Minch i el llac Chamo. Entre tots dos llacs es troba el Parc Nacional Nechisar.